# Tres mujeres
A Tres mujeres (magyarul: Három nő) egy mexikói telenovella, amit a Televisa készített 1999 és 2000 között. Főszereplői Erika Buenfil, Karyme Lozano, Norma Herrera, Alexis Ayala, Jorge Salinas és Pedro Armendáriz Jr. voltak, a gonoszak  Arleth Terán, Niurka Marcos, Sergio Sendel, Alejandro Camacho, René Casados, Ricardo Dalmacci, Galilea Montijo és Laura Flores voltak.

## Történet
Fátima Uriarte (Karyme Lozano) egy határozott, nyitott és erős nő. Az Uriarte családban ő a legfiatalabb, mellett ott vannak szülei Greta és Gonzalo valamint testvérei Barbara és Santiago. Látszólag Uriartéék egy ideális család, ám kapcsolatuk ridegséggel, irigységgel és frusztrációval teli. Fátima úgy érzi egyedül az apja áll ki mellett, míg a testvéreiről és anyjáról ugyanez nem mondható el. 
Fátima beleszeret Adriánba (Sergio Sendel), aki ambiciózus, de lenézi a nőket, úgy gondolja, hogy a szerelem a nő birtoklását jelenti. Amint szorosabbá válik kapcsolatuk Adrián zsarnokoskodik , elnyomja Fátimát és betegesen féltékenykedik, miközben a titkárnőjével, Brendával csalja meg szerelmét. Fátima eközben Sebastiánt, akibe azonnal beleszeret.
Sebastian (Jorge Salinas) Adrián ellentéte: egy szabad és becsületes férfi, aki tiszteli a nőket és a belső értékeiket is értékeli. Sebastián úgy dönt, hogy elhagyja Kanadát, hogy Mexikóban otthon dolgozhasson. Ám Sebastián ugyanott kezd el dolgozni, ahol Fátima barátja, Adrián is dolgozik. Így Sebastián Adriánban nem csak a munkahelyi, hanem szerelemi riválisát is megtalálja. Sebastián és Fátima összejön, ám Adrián nem hagyja hogy boldogok legyenek. 
Fátima nővérét, Bárbarát kapcsolatuk támogatására kéri, de Barbara szerint, ha Fátima már lefeküdt Adriánnal, akkor házasodjon vele össze. 
Barbara (Erika Buenfil) egy rideg és szigorú nő, aki 10 éve él házasságban Marióval. Tőle van egy 8 éves lánya, Montserrat, aki asztmás. Azonban Barbara és Mario kapcsolata ellaposodott, aminek oka Montserrat betegsége és Barbara megszállott vágya, hogy fiúgyermeke legyen. Emiatt Barbara Daniel - Mario unokatestvérének - birtokára megy, hogy lefeküdjön vele és teherbe ejtse. Habár Barbara gyűlöli a birtokot és a környezetet, a gyűlölet hamarosan szerelemmé válik. Barbara és Daniel kapcsolatát a szenvedély uralja, ami lángoló szerelemmé válik, távol Mariótól. Mario egy értelmes, okos ember és feleségének viselkedése gyanússá válik. 
Greta (Norma Herrera) számára is ugyanannyi szerelemi konfliktus adatott meg, mint lányainak. A múltban volt egy nagy szerelme és a sors egy második lehetőséget adott Greta számára, amikor megtudta, hogy Sebastiánnak az édesapja, az ő egykori nagy szerelem, aki őt kamaszkorában nővé tette.
Fátima, Bárbara és Greta három nő, akik két szerelem közt őrlődnek: egy olyannal, amit a társadalom jónak tart, a másik pedig, amit a szívük legmélye tart jónak. Mindhárman megteszik a boldogsághoz vezető utat, ám van, aki közülük elbukik.

## Szereposztás
- Erika Buenfil -  Bárbara Uriarte Saraldi
- Alexis Ayala - Daniel Subiri Sánchez
- Karyme Lozano - Fatima Uriarte Saraldi
- Jorge Salinas - Sebastián Méndez Morrison
- Norma Herrera - Greta Saraldi de Uriarte
- Pedro Armendáriz Jr. - Federico Méndez
- Guillermo Capetillo - Manuel Toscano
- Patricio Castillo - Gonzalo Uriarte
- Armando Araiza - Santiago Uriarte Saraldi
- Sergio Sendel - Adrián de la Fuente
- Alejandro Tommasi - Mario Espinosa Sánchez
- Arleth Terán - Brenda Muñoz
- Laura Flores - Sandra María Aguirre
- Alejandro Camacho - Salvador Ortega
- René Casados - Leonardo Marcos
- Galilea Montijo - Maricruz Ruiz
- Raúl Ramírez - Frank Minski
- Eduardo Verástegui - Ramiro Belmont
- Luz María Jerez - Renata Gamboa
- Maite Embil - Andrea Ibáñez
- Niurka Marcos - Yamilé Núñez
- Ricardo Dalmacci - Claudio Altamirano
- Fabián Robles - Ángel Romero / Jose Ángel Belmont
- Lorenzo de Rodas - Vicente Sánchez
- Mariana Seoane - Marcela Durán
- Maya Mishalska - Paulina
- Ana Bertha Espín - Lucía Sánchez
- María Fernanda Rodríguez - Montserrat "Montse" Espinoza Uriarte
- Susan Vohn - Verania Grip
- Vanessa Guzmán - Carolina Fontaner
- Isadora González - Miriam Cohen
- Sergio Catalán - Valentín
- Maricarmen Vela - Jesusa
- Marina Marín - Ana de Gamboa
- Lucero Lander - Genoveva
- Yolanda Mérida - Eva de la Parra
- Carlos Bracho - Dr. Salazar
- Dominika Paleta - Raquel Lerdo Muñoz
- Sergio Reynoso - Adolfo Treviño
- Isaura Espinoza - Diana Carmona
- Socorro Bonilla - Aracely Durán
- Rosángela Balbó - Rosa María Sánchez
- Ninón Sevilla - Yolanda de Núñez
- Manuel "Flaco" Ibáñez - Héctor Gómez
- Gerardo Quiroz - Antonio Fernández
- Gabriela Platas - Carla Fonseca
- Luz María Zetina - Paloma
- Elizabeth Aguilar - Nicole Bermúdez
- Paulino Hemmer - Lorenzo Toscano
- Diana Osorio - Verónica Toscano
- Rafael del Villar - Eduardo
- Sharis Cid - Loren Covarruvias
- Hugo Acosta - Rafael
- César Castro - Eugenio Gamboa
- Yadira Santana - Dr. Olivia Soler
- Manola Diez - Ximena
- Jana Raluy - Sonia
- María Prado - Meche
- Queta Lavat - Susana
- Silvio Fornaro - Diego Aguirre
- Mauricio Bonet - Tavo Galindo
- Teo Tapia - Don Pepe
- María Dolores Oliva - Rita
- Adrián Alfaro
- Gabriela Araujo - Mamá de Adrián
- Francisco Avendaño - Dr. Alberto Valero
- Ernesto Bog - Carlos
- Rosita Bouchot
- Jesús Briones
- Horacio Castelo
- Miguel Serros - Nicolás
- Ricardo Chávez - Andrés
- Amira Cruzat - Dulce
- Juan Ángel Esparza - Rodrigo Balmori
- Carlos González - Miguel
- Jaime Herner - Sergio
- María Idalia - Magda
- Bobby Larios - Mauro
- Jaime Lozano - Demetrio López
- Bibelot Mansur - Gina
- Guillermina Martínez
- Rubén Morales - Javier
- Martín Muñoz - Omar
- Gustavo Negrete - Abogado
- Iliana Pereyra
- Polly - Sofía
- Luis Reynoso - Gabriel Uribe
- Juan Ríos Cantú
- Adriana Rojo - Olga
- Juan Romanca - Carlos
- Javier Ruán - Flavio Guzmán
- Benito Ruiz
- Hanny Sáenz
- Jessica Salazar - Esther
- Andrea Soberón - Macarena
- Rocío Sobrado
- Carlos Soriano - Henry
- Abraham Stavans - Padre Mateo
- Carlos Speitzer - Remigio
- Jorge Trejo - Renato
- Tere Valadez - Secretaria
- Ricardo Vera - Fernando de la Fuente
- Carlos Cardán - Asaltante
- Jacqueline Voltaire - Melinda

## Érdekességek
- Eduardo Verastegui és Arleth Terán együtt szerepeltek az Acapulco szépében.
- Norma Herrera és Jorge Salinas később együtt szerepelt a Szerelem ajándékba telenovellában.
- Karyme Lozano és Alejandro Tommasi később együtt szerepelt Az ősforrásban.
- Sergio Sendel és Dominika Paleta később együtt szerepelt A betolakdóban.